# Rüttenen
Rüttenen (im lokalen Dialekt Rüttene) ist eine politische Gemeinde im Bezirk Lebern des Kantons Solothurn in der Schweiz.

## Geographie
Rüttenen liegt auf 516 m ü. M., 2,5 Kilometer nördlich des Kantonshauptortes Solothurn (Luftlinie). Das Dorf erstreckt sich in einer Talweitung des Verenabaches, vor dessen Eintritt in die Verenaschlucht, am Jurasüdfuss und am Fuss des Weissensteins.
Die Fläche des 8,8 km² grossen Gemeindegebiets umfasst einen Abschnitt des Jurasüdhangs. Der südliche Gemeindeteil wird von der nur schwach ausgeprägten und vom Verenabach entwässerten Synklinalen zwischen der Verenakette und der Weissensteinkette eingenommen. Südlich von Rüttenen durchbricht der Verenabach in einer Schlucht zwischen den Waldhöhen von Kreuzen und Martinsfluh (bis 584 m ü. M.) die Verenakette.
Nach Norden erstreckt sich der Gemeindeboden über die Geländeterrasse von Oberrüttenen und den von zahlreichen Felsen (Malmkalk) durchzogenen Steilhang des Vorberges mit dem Balmfluhköpfli (1289 m ü. M.) bis auf die geologisch aus Hauptrogenstein (Dogger) aufgebaute Röti östlich des Weissensteins, auf der mit 1395 m ü. M. der höchste Punkt von Rüttenen erreicht wird. Die westliche Grenze verläuft entlang des Schwelligrabens und Chesselbachs, die im Lauf der Zeit eine tiefe Erosionsrinne in den Südhang der Weissensteinkette eingegraben haben. Ein kleiner Gemeindeteil befindet sich nördlich des Hauptkamms der Weissensteinkette und wird durch den Schofgraben zur Dünnern entwässert. Von der Gemeindefläche entfielen 1997 7 % auf Siedlungen, 70 % auf Wald und Gehölze, 22 % auf Landwirtschaft und etwas mehr als 1 % war unproduktives Land.
Zu Rüttenen gehören die Siedlungen Brüggmoos (515 m ü. M.) und Widlisbach (521 m ü. M.) in der Talweitung des Verenabachs, Galmis (554 m ü. M.) in der Talsenke nördlich der Verenakette, Falleren (554 m ü. M.) am Chesselbach am Fuss des Weissensteins, Oberrüttenen (605 m ü. M.) auf einer aussichtsreichen Geländeterrasse am Hang des Vorberges, ein Quartier am Nordrand der Stadt Solothurn sowie einige Einzelhöfe. Nachbargemeinden von Rüttenen sind Feldbrunnen-Sankt Niklaus, Solothurn, Langendorf, Oberdorf, Welschenrohr-Gänsbrunnen, Balm bei Günsberg und Riedholz.

## Bevölkerung
Mit 1541 Einwohnern (Stand 31. Dezember 2023) gehört Rüttenen zu den mittelgrossen Gemeinden des Kantons Solothurn. Von den Bewohnern sind 95,9 % deutschsprachig, 0,9 % französischsprachig und 0,5 % sprechen Englisch (Stand 2000). Die Bevölkerungszahl von Rüttenen belief sich 1850 auf 502 Einwohner, 1900 auf 770 Einwohner. Im Verlauf des 20. Jahrhunderts stieg die Bevölkerungszahl bis 1970 kontinuierlich auf 1467 Personen an. Seither wurden nur noch relativ geringe Bevölkerungsschwankungen verzeichnet.

## Politik
- Grüne: 2
- SP: 2
- CVP: 1
- FDP: 4

Quelle:
Der Gemeinderat (Exekutive) besteht inklusive des Gemeindepräsidenten aus 9 Mitgliedern. Die Sitze verteilten sich dabei wie folgt:
| Partei                                                       | 2021–2025 | (+/-) | 2017-2021 | (+/-) | 2014–2017 | (+/-) | 2009–2013 |
| FDP.Die Liberalen (bis 2009 Freisinnig-Demokratische Partei) | 4         | + 1   | 3         |       | 3         |       | 3         |
| Sozialdemokratische Partei                                   | 2         |       | 2         |       | 2         |       | 2         |
| Grüne Partei                                                 | 2         | - 1   | 3         | + 1   | 2         |       | 2         |
| Christlichdemokratische Volkspartei                          | 1         | + 1   | 0         | - 1   | 1         |       | 1         |
| Schweizerische Volkspartei                                   | 0         | - 1   | 1         |       | 1         |       | 1         |

## Wirtschaft
Rüttenen war bis weit in das 20. Jahrhundert hinein ein vorwiegend durch die Landwirtschaft geprägtes Dorf. Heute haben der Ackerbau und der Obstbau in den unteren Gemeindeteilen sowie die Viehzucht und die Forstwirtschaft in den höheren Lagen nur noch einen geringen Stellenwert in der Erwerbsstruktur der Bevölkerung. Zahlreiche weitere Arbeitsplätze sind im lokalen Kleingewerbe und im Dienstleistungssektor vorhanden. In der Gemeinde sind heute Betriebe des Baugewerbes, eine Druckerei, graphische Ateliers und feinmechanische Werkstätten vertreten. Bei Kreuzen befindet sich ein grosser Kalksteinbruch, in dem schon seit langer Zeit Solothurner Marmor abgebaut wird. Der Marmor wurde unter anderem für den Bau der St. Ursenkathedrale in Solothurn verwendet. In den letzten Jahrzehnten hat sich das Dorf dank seiner attraktiven Lage zu einer Wohngemeinde entwickelt. Viele Erwerbstätige sind deshalb Wegpendler, die hauptsächlich in der Region Solothurn arbeiten.

## Verkehr
Die Gemeinde liegt abseits der grösseren Durchgangsstrassen an einer Verbindungsstrasse von Solothurn nach Günsberg. Der nächste Anschluss an die Autobahn A5 (Solothurn-Biel) befindet sich rund 5 km vom Dorf entfernt. Durch die Buslinie der BSU, welche die Strecke von Rüttenen via Solothurn nach Zuchwil bedient, ist das Dorf an das Netz des öffentlichen Verkehrs angebunden.

## Geschichte
Der Name Rüttenen geht auf eine im 15. Jahrhundert durchgeführte Rodung des Waldgebietes nördlich von Solothurn zurück. Im Rodungsgebiet entstanden danach verschiedene Hofsiedlungen. Die erste urkundliche Erwähnung des Ortes erfolgte 1474 unter dem Namen Rüti. Später erschienen die Bezeichnungen Rütinen (1475) und Ruttinen (1526).
Im Mittelalter unterstand das Gebiet von Rüttenen dem Sankt-Ursen-Stift in Solothurn und gelangte 1344 direkt an die Stadt Solothurn, welche fortan sowohl die niedere als auch die hohe Gerichtsbarkeit ausübte. Schon früh war in Rüttenen das Steinmetz- und Bildhauergewerbe wegen des nahen Steinbruchs vertreten.
Bis 1720 gehörte Rüttenen zum engeren Stadtbezirk von Solothurn. Danach wurde der Ort ausgegliedert und direkt der Vogtei Flumenthal unterstellt. Erst 1751 wurden die Siedlungskerne Rüttenen, Widlisbach, Falleren, Oberrüttenen und Galmis zur politischen Gemeinde Rüttenen zusammengelegt. Nach dem Zusammenbruch des Ancien Régime (1798) gehörte das Dorf während der Helvetik zum Verwaltungsbezirk Solothurn und ab 1803 zum Bezirk Lebern.

## Sehenswürdigkeiten
Rüttenen, das zur Kirchgemeinde St. Niklaus gehört, verfügt über ein 1979 eingeweihtes Kirchenzentrum in moderner Architektur. An der künstlerischen Ausstattung des vom Architekturbüro Obrist und Partner aus Baden AG errichteten Gebäudes waren Roman Candio, Gunter Frentzel, Jean Mauboulès, Kurt Sigrist und Hannes Vogel beteiligt.
Auf dem Gebiet von Rüttenen befinden sich die alten Herrensitze Königshof und Glutzenhof.
Westlich der Verenaschlucht steht die Kapelle zu Kreuzen, die 1643 von der Solothurner Familie von Roll gestiftet wurde und als Familiengruft dient. Im Chor mit barockem Altar ist das Heilige Grab nachgebildet, welches den Abschluss eines im 17. Jahrhundert angelegten Kreuzweges bildet.
Auch die Einsiedelei Sankt Verena am oberen Eingang in die reizvolle Verenaschlucht gehört politisch zu Rüttenen; die Zuständigkeit für die hier lebenden Einsiedler liegt aber bei der Bürgergemeinde Solothurn. Die Einsiedelei besteht aus der Sankt Martinskapelle, die im Kern auf das 12. Jahrhundert zurückgeht, der in eine Kalksteinhöhle hineingebauten Sankt Verenakapelle aus dem 17. Jahrhundert und der Klause.

## Wappen
In Blau auf goldenem Dreiberg silberne Reuthaue.

## Persönlichkeiten
- Peter Jakob Felber (1805–1872), Mediziner, Journalist und Politiker
- Josef Reinhart (1875–1957), Schriftsteller
- Otto Feier (1905–1981), Schriftsteller
- Otto Wolf (1900–1972), Schriftsteller